# Ахматов Лев Соломонович
Лев Соломонович (Самойлович) Ахматов (справжнє прізвище Ахманицький) (нар. 23 грудня 1899, містечко Жашків, Київська губернія, тепер Черкаської області — розстріляний 8 березня 1937, місто Москва) — радянський партійний діяч, керуючий справами Ради Народних Комісарів УСРР, прокурор Верховного суду УСРР, один з організаторів і провідників, а згодом і сам жертва комуністичного терору в Україні. 
Кандидат у члени ЦК КП(б)У в січні 1934 — січні 1936 рр.

## Життєпис
Народився у єврейській правничій родині у Жашкові. 
Батько Соломон Ахманицький (?—1926) був доволі відомим приватним повіреним (адвокатом) у Києві і губернії до 1914 року. 
Освіта вища, за фахом юрист.
У 1917—1918 роках — член Української комуністичної партії (боротьбистів). Член РКП(б) з 1919 року. 
У 1920—1922 роках — секретар Ради Народних Комісарів УСРР.
У 1922—1925 роках — старший помічник прокурора Київської губернії по губернському суду.  
Весною 1924 року був одним із фальсифікаторів політичного судового процесу по справі «Київського обласного центру дії». 
У 1925—1933 роках — прокурор Верховного суду Української СРР. 
У квітні 1933 — червні 1934 року — керуючий справами Ради Народних Комісарів УСРР.
У 1934—1935 роках — прокурор Дніпропетровської області. З 1935 року — начальник відділу трудових колоній НКВС Української СРР. В число його близьких знайомих належав відомий радянський педагог Антон Макаренко. 
Загалом, Л. Ахматов присвятив роботі в органах прокуратури 13 років свого життя.
Заарештований 31 липня 1936 року за обвинуваченням у приналежності до контрреволюційної троцькістської терористичної організації, що нібито готувала «терористичні акти проти керівників КП(б)У тт. С. Косіора, П. Постишева і В. Балицького в Україні і проти керівників ВКП(б) у Москві». 8 березня 1937 року Воєнною колегією Верховного суду СРСР у Москві засуджений до розстрілу. Вирок виконано в той самий день. Відомості про місце поховання відсутні. Ймовірно міг бути похованим на Донському кладовищі Москви. 
Знайдені при арешті 13 серпня 1937 р. Василя Порайка у власному помешканні в Києві його листи до розстріляного Л. Ахматова, стали одним з доказів для сфабрикованого процесу проти команди П. Любченка (В. Порайко, А. Хвиля, М. Межуєв і ін.) .
Реабілітований військовою колегією ВС СРСР у Москві 23 вересня 1957 року посмертно. 
Рішенням київського обкому КПУ 30 травня 1958 року був поновлений в лавах компартії посмертно.

## Родина
На момент арешту у Лева Ахматова була дружина Олена Ісидорівна і син Олександр (станом на 1991 рік проживав у Москві). 